# Johnny cien pesos
Johnny cien pesos, también estilizada como Johnny 100 pesos, es una película chilena dirigida por Gustavo Graef Marino, que fue estrenada en el año 1993.
En 2017 fue estrenada su secuela, Johnny 100 pesos: Capítulo 2.

## Hechos reales
El 10 de octubre de 1990, Marcelo de Jesús Gómez Lizana protagonizó el primer asalto con toma de rehenes de Chile, en el edificio ubicado en calle Estado 57, Santiago de Chile. Tenía 18 años. Esa historia fue la base de Johnny cien pesos. Gómez estuvo encarcelado en el Centro de Cumplimiento Penitenciario Colina 1 por una condena de 22 años y seis meses debido a seis delitos acreditados en mayo de 1999 por el entonces Segundo Juzgado del Crimen: robo con intimidación reiterado, secuestro, violación de morada, infracción a la ley de tenencia de armas, tráfico de drogas y suplantación de identidad. El término de su condena estaba fijada para junio de 2022, cuando Gómez tuviera 50 años; sin embargo, debido a su buena conducta al interior del centro penitenciario fue dejado en libertad en 2017.

A mí no me viene a ver nadie de mi familia, todos se alejaron. He pasado más años preso que libre y todos han lucrado conmigo, como la gente que hizo la película sobre mí y que se hizo rica. El único que no ha ganado nada soy yo, ¿qué he ganado yo? Es como si todos se hubieran olvidado de mí

## Argumento
Santiago de Chile en 1990, diecisiete años de dictadura militar han terminado. Después de siete meses de democracia
, un colegial de 17 años de edad, llamado Juan García García alias el Johnny (Armando Araiza), se ha unido a una pandilla de criminales de poca categoría (con miembros como el "Loco") para realizar un robo a un videoclub que sirve para aparentar el ilícito de lavado de dinero.
En primera instancia, Johnny toma un autobús con un arma en su mochila, se le escapa un tiro por lo que el chófer detiene el bus y trata de persuadir a Johnny. Este se escapa y se dirige al lugar donde se llevará a cabo el robo, sitio donde se desarrolla gran parte del argumento de la película. 
Johnny entra al departamento donde supuestamente se arriendan películas, minutos después llegan sus compañeros de atraco. El grupo pronto se da cuenta de que el dinero es mantenido en una oficina cerrada por Don Alfonso (Luis Gnecco) y su secretaria/amante, Gloria (Patricia Rivera).
El plan iba perfecto pero al ver que la policía se les acercaba la banda se ve obligada a tomar a los ocupantes del videoclub como rehenes. Debido a esto, la banda se ve rodeada por la policía.
El robo rápidamente se transforma en una situación de secuestro, y el grupo se ve identificado en televisión cuando algunos periodistas encuentran el carné de identificación de Johnny.
El videoclub se encuentra en el piso octavo de un edificio en la calle Estado (Santiago centro). Este lugar está localizado a pasos del palacio de La Moneda por lo cual el gobierno debe tomar cartas en el asunto. Se involucra en el accionar de Carabineros (policía chilena) con el objeto de persuadir a la opinión pública y lograr que el gobierno no se vea involucrado en las muertes o heridos que provoque este hecho delictual.
A medida que se desarrolla el delito, Gloria trata de seducir a Johnny, logrando golpearlo con una sartén y robarle su arma. 
Este asalto y posterior secuestro es cubierto en vivo por la prensa de la época, causando un gran revuelo a nivel nacional por los despachos que logra un noticiero, el cual se dirige al colegio y casa de Johnny. 
Finalmente los asaltantes logran negociar con Carabineros su arresto y detención. Cuando gran parte de la banda se entrega a la policía, Johnny toma su arma y se dispara. La película termina con la imagen de Johnny dentro de una ambulancia.

### Temática
La historia se desarrolla en el contexto histórico de Chile a comienzos de la transición hacia la democracia. Se visualiza en el argumento de la película un trasfondo social; Johnny es un joven escolar que vive con su madre en una población marginal de Santiago. Su padre ha abandonado el hogar por lo cual la madre de Johnny debe trabajar, descuidando el quehacer diario de su hijo.

## Reparto
- Armando Araiza como Juan Garcia "Johnny".
- Patricia Rivera como Gloria.
- Luis Gnecco como Alfonso.
- Willy Semler como Alfredo "Freddy".
- Paulina Urrutia como Patricia "Paty".
- Sergio Hernández como Mena Mendoza.
- Boris Quercia como "El Parker".
- Aldo Parodi como "El Loco".
- Rodolfo Bravo como Washington.
- Luis Alarcón como Juez.
- Cristián Campos como Beaucheff.
- Eugenio Morales como Leonel "Leo".
- Patricia Guzmán como Madre de Johnny.
- José Manuel Salcedo como Infante.
- Aldo Bernales como Rebolledo.
- Hugo Medina como Profesor.
- Gabriela Hernández como Conserje.
- Patricio Bunster como "El Abuelo".
- Claudio Viancos como Carlos.
- Valeria Chignoli como Locutora de TV.
- Roberto Sancho como Comandante de Policía.
- Alfredo Ahumada como Piloto de Helicóptero.
- Elena Ahumada como Secretaria del Comandante de Policía.